# Hermanis Matisons
Hermanis Matisons (también Herman Mattison) (Riga, 28 de diciembre de 1894 - Riga, 16 de noviembre de 1932) fue un ajedrecista letón, campeón mundial de aficionados en 1924. Fue también un destacado compositor de finales de partida. Murió prematuramente de tuberculosis.

## Resultados destacados
En 1913 derrotó al futuro campeón del mundo José Raúl Capablanca en una simultánea en el Círculo de Ajedrez de Riga.
- Capablanca - Matisons / Simultánea, Riga 1913

1. e4 e5 2. Cf3 Cc6 3. Ab5 Cf6 0-0 Ae7 5. Cc3 d6 6. d4 exd4 7. Cxd4 Ad7 8. Cde2 0-0 9. Cg3 Te8 10. Te1 Af8 11. Ag5 h6 12. Axf6 Dxf6 13. Cd5 Dd8 14. Dh5 g6 15. Dd1 Ag7 16. c3 Ce5 17. Axd7 Cxd7 18. f4 c6 19. Ce3 Cc5 20. Cc4 d5 21. exd5 Txe1+ 22. Dxe1 Cxd5 23. Ce5 Db6 24. Df2 Te8 25. Cf3 Db5 26. Te1 Cd3 27. Txe8+ Dxe8 28. Dd2 Db5 29. b4 Db6+ 30. Rf1 Db5 31. Ce2 a5 32. bxa5? Db1+ 33. Ce1 Cxe1 34. Dxe1 Dxa2 35. Cd4 Axd4 36. Cxd4 Dc4+ 37. Rf2 Dxd4+ 38. De3 Db2+ 39. Rg3 d4 40. De8+ Rg7 41. De5+ Rh7 42. f5 Db3+ 43. Rg4 Dd1+ 44. Rh4 Dh5+ 45. Rg3 d3 46. Dd5 Dxf5 47. Dxf5 gxf5 48. Rf2
|       |       |    |       |    |       |       |       |    |  |
|       | a8    | b8 | c8    | d8 | e8    | f8    | g8    | h8 |  |
| a7    | b7 pd | c7 | d7    | e7 | f7 pd | g7    | h7 kd |    |  |
| a6    | b6    | c6 | d6    | e6 | f6    | g6    | h6 pd |    |  |
| a5 pl | b5    | c5 | d5    | e5 | f5 pd | g5    | h5    |    |  |
| a4    | b4    | c4 | d4    | e4 | f4    | g4    | h4    |    |  |
| a3    | b3    | c3 | d3 pd | e3 | f3    | g3    | h3    |    |  |
| a2    | b2    | c2 | d2    | e2 | f2 kl | g2 pl | h2 pl |    |  |
| a1    | b1    | c1 | d1    | e1 | f1    | g1    | h1    |    |  |
|       |       |    |       |    |       |       |       |    |  |

El final es favorable para las negras, pero requiere un juego muy preciso, especialmente considerando el virtuosismo de Capablanca en esta fase de las partidas.
48... f4! 49. Re1 Rg6 50. Rd2 Rf5 51. Rxd3 Rg4 52. Rc4 h5 53. Rb5 h4 54. Rb6 h3 55. gxh3+ Rxh3 56. Rxb7 f3 57. a6 f2 58. a7 f1D  y las blancas abandonan. En esta partida se puede entender la maestría de Matisons en los finales.
En 1924 Matisons ganó el primer Campeonato de ajedrez de Letonia y el mismo año logró el título de Campeón del Mundo Amateur al quedar por delante de Max Euwe y Edgar Colle en la I Olimpiada de Ajedrez no oficial celebrada en París, coincidiendo con los VIII Juegos Olímpicos.
En 1926 participó en el torneo individual de Maestros de la II Olimpiada de Ajedrez no oficial, donde alcanzó el noveno lugar (quedó campeón Ernst Grünfeld). En 1928 participó en el II Campeonato del Mundo Amateur jugado durante la II Olimpiada de Ajedrez, en La Haya, donde terminó en tercer lugar, detrás de Max Euwe y Dawid Przepiórka.
En 1929 participó en el Gran Torneo de Carlsbad, donde estaban presentes gran parte de los mejores jugadores del mundo (con las únicas excepciones de Alekhine y Emanuel Lasker). Matisons hizo la mitad de los puntos (+7 = 7 -1), pero venció a campeones como Savielly Tartakower, Géza Maróczy, Colle y Friedrich Saemisch.
Defendió el primer tablero de Letonia en la IV Olimpiada de Ajedrez (en Praga, 1931) venciendo a Rubinstein y Alekhine, el vigente campeón del mundo.

## Estudios en Ajedrez
Aunque era un fuerte jugador sobre el tablero, Matisons fue también un gran creador de estudios. Compuso unos sesenta, todos de alta calidad. Ganó varios premios en concursos de composición. Compuso también algunos problemas de mate en dos jugadas. Tartakower lo definió como el "Campeón del mundo de la composición".
El siguiente estudio es característico de su estilo. Prefería posiciones aparentemente simples, con soluciones hábilmente ocultas.
|       |       |       |    |       |       |       |       |    |  |
|       | a8    | b8    | c8 | d8    | e8    | f8 rl | g8    | h8 |  |
| a7    | b7    | c7    | d7 | e7    | f7    | g7    | h7    |    |  |
| a6    | b6    | c6    | d6 | e6    | f6    | g6    | h6 pl |    |  |
| a5 pd | b5    | c5    | d5 | e5    | f5    | g5    | h5    |    |  |
| a4    | b4    | c4    | d4 | e4    | f4    | g4 pl | h4    |    |  |
| a3    | b3    | c3    | d3 | e3    | f3 kl | g3    | h3 bd |    |  |
| a2    | b2 kd | c2 pl | d2 | e2    | f2    | g2    | h2    |    |  |
| a1    | b1    | c1    | d1 | e1 rd | f1    | g1    | h1    |    |  |
|       |       |       |    |       |       |       |       |    |  |

 
 
 
 
 
 
 
 
 
 
 
 
 
 
 Solución:
Unos sesenta estudios de Matisons fueron publicados en 1987 en el libro Mattison's Chess Endgame Studies de T.G. Whitworth. (Ed. British Chess Magazine)